# Cicănești
Cicănești là một xã thuộc hạt Argeș, România. Dân số thời điểm năm 2002 là 2295 người.